# Karl-Heinrich Schmidt

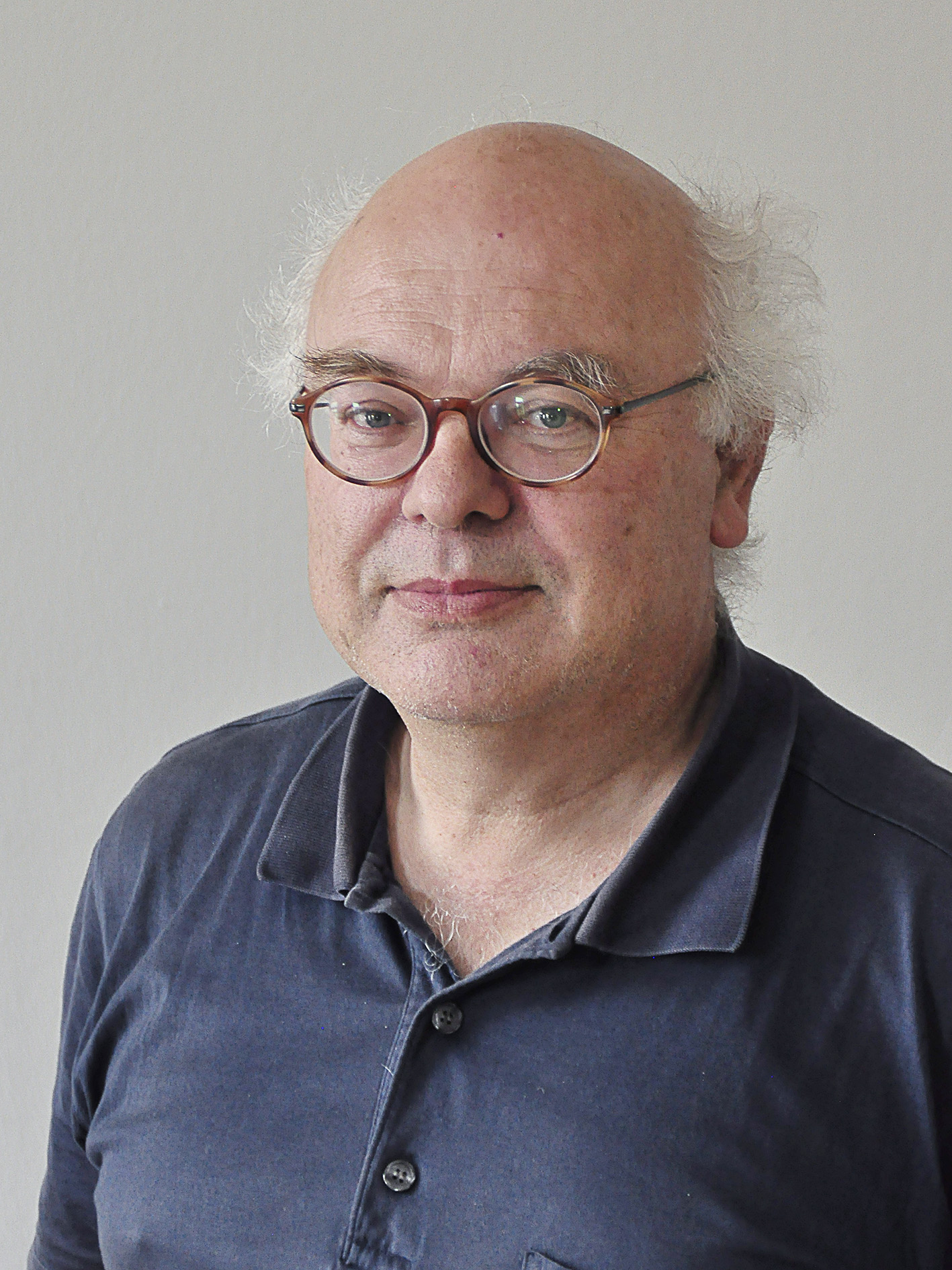
Karl-Heinrich Schmidt

Karl-Heinrich Schmidt (* 1958) ist ein deutscher Medienwissenschaftler und seit 2001 Professor für Elektronische Medien an der Bergischen Universität Wuppertal.
Karl-Heinrich Schmidt erwarb Abschlüsse in Mathematik (Diplom) in Algebra und Graphentheorie, in Science Studies (Promotion) mit einer Arbeit zur wissenschaftlichen Gültigkeit von Bildern und in Informatik (Habilitation) mit einer Monographie zur inhaltlichen Auswertung von Bildern. Nach einer mehrjährigen Tätigkeit im Bereich Bildverstehen in der Industrieforschung (1985–1993) und der Leitung des Medien-Zentrums der Universität Duisburg-Essen (1993–2001) sind multimediale Dokumente für Bildschirmausgaben („screen“) sein Arbeitsschwerpunkt.
Dieser Schwerpunkt wird sowohl theoretisch als auch empirisch für verschiedene Dokumententypen verfolgt. Zu diesen Typen gehören auch (gern „schöne“) Filme. Dabei entstand eine neue „Große Syntagmatik“ für den Film, um sowohl Texte als auch (Bewegt-)Bilder gleichartig modellieren und maschinell behandeln zu können. Auf der Basis dieser Arbeiten wird eine allgemeine Theorie der Ausgabe und Nutzung von „visuellen“ Dokumenten insbesondere auf Bildschirmen angestrebt.

## Schriften (Auswahl)
- Texte und Bilder in maschinellen Modellbildungen. (= Probleme der Semiotik 11), Stauffenburg-Verlag, Tübingen 1992
- Wissensmedien für kognitive Agenten. Infix-Verlag, Bonn, 1999
- mit John A. Bateman: How films mean. Routledge Studies in Multimodality Series, New York London 2011 (Paperback 2014)
- mit G. Hartung und F. Schlupkothen (Hrsg.): Using Documents: A Multidisciplinary Approach to Document Theory. De Gruyter, Berlin 2022